# Ephydatia fortis
Ephydatia fortis är en svampdjursart som beskrevs av W. Weltner 1895. Ephydatia fortis ingår i släktet Ephydatia och familjen Spongillidae.
Artens utbredningsområde är havet kring Indonesien. Inga underarter finns listade i Catalogue of Life.